# Phrynopus heimorum
Phrynopus heimorum là một loài ếch trong họ Leptodactylidae. Chúng là loài đặc hữu của Peru.
Các môi trường sống tự nhiên của chúng là các khu rừng vùng núi ẩm nhiệt đới hoặc cận nhiệt đới và vùng cây bụi nhiệt đới hoặc cận nhiệt đới vùng đất cao. Loài này đang bị đe dọa do mất môi trường sống.